# Oldenlandia ciliolata
Oldenlandia ciliolata är en måreväxtart som beskrevs av Pieter Willem Korthals. Oldenlandia ciliolata ingår i släktet Oldenlandia och familjen måreväxter. Inga underarter finns listade i Catalogue of Life.